# Inárcs
Inárcs é uma vila da Hungria, situada no condado de Peste. Tem 22,53 km² de área e sua população em 2019 foi estimada em 4.590 habitantes.